# WWE 205 Live
WWE 205 Live est une émission de catch en pay-per-view sur le WWE Network de catch produite par la WWE. Celle-ci met l'emphase sur les catcheurs de la division cruiserweight soit ceux qui ont moins de 93 kg (205 livres), d'où le nom du programme. Le premier épisode fut présenté le 29 novembre 2016.

## Histoire

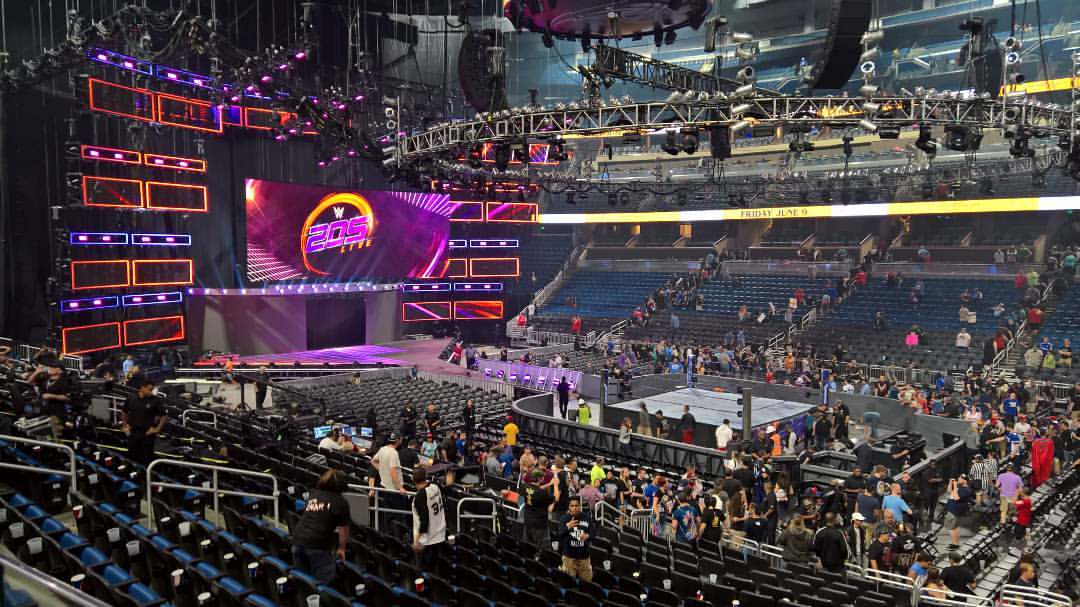
Le décor de 205 Live depuis le 29 novembre 2016.

WWE 205 Live présente spécifiquement les lutteurs ayant participé au tournoi WWE Cruiserweight Classic et d'autres qui sont devenus membres à temps plein de la division cruiserweight de la WWE. Selon les dire de Paul "Triple H" Levesque, vice-président exécutif des talents en coulisse, : «le programme est conçu pour servir de vitrine pour la division poids moyen, avec sa propre sensation distinctive et le style par rapport aux autres programmes de la WWE». Sur Twitter à la suite de la première du spectacle, le président de la WWE, Vince McMahon, a confirmé le statut de show hebdomadaire. 
Initialement annoncé comme étant exclusif à la division de WWE Raw, les poids moyens de la division WWE NXT furent finalement ajoutés au roster de WWE 205 Live.
Le Main Event de l'épisode inaugural a vu Rich Swann vaincre The Brian Kendrick pour le Championnat Cruiserweight de la WWE.
Tous les épisodes sont filmés et présentés le mardi après les épisodes de WWE Smackdown Live.

### Thème musical
| Titre de la musique         | Interprète | Dates                    | notes                                                             |
| --------------------------- | ---------- | ------------------------ | ----------------------------------------------------------------- |
| "Hail the Crown et "Legend" | CFO$       | 29 novembre 2016-présent | "Hail the Crown et "Legend" ils sont tous les deux en alternance. |

## Personnel

### Figures d'autorité
| Personne       | Position            | Date de début    | Date de fin  |
| -------------- | ------------------- | ---------------- | ------------ |
| Vince McMahon  | Propriétaire        | 29 novembre 2016 | présent      |
| Triple H       | Chef des Opérations | 29 novembre 2016 | présent      |
| Drake Maverick | General Manager     | 30 janvier 2018  | 5 avril 2020 |
| William Regal  | General Manager     | 12 avril 2020    | présent      |

### Commentateurs
| Période                          | Premier commentateur | Second commentateur | Troisième commentateur | Notes |
| -------------------------------- | -------------------- | ------------------- | ---------------------- | --- |
| 29 novembre 2016 - 7 mars 2017   | Mauro Ranallo        | Austin Aries        | Corey Graves           | Egalement commentateur à WWE SmackDown et avec Corey Graves à RAW. |
| 14 mars 2017 - 6 juin 2017       | Corey Graves         | Tom Phillips        | Aucun                  | Remplace Mauro Ranallo après son départ, alors qu'Austin Aries quitte son poste de commentateur pour retourner sur les rings. Seul Corey Graves est confirmé dans ses fonctions. |
| 13 juin 2017 - 29 août 2017      | Corey Graves         | Vic Joseph          | Aucun                  | Prend la place de Corey Graves qui se consacre à RAW. |
| 5 septembre 2017 - 17 avril 2018 | Vic Joseph           | Nigel McGuinness    | Aucun                  | |
| 24 avril 2018 - Présent          | Vic Joseph           | Nigel McGuinness    | Percy Watson           | |

### Annonceurs de ring
| Annonceurs de ring | période                  | Notes                                          |
| ------------------ | ------------------------ | ---------------------------------------------- |
| Greg Hamilton      | 29 novembre 2016 présent | Est aussi annonceur à Smackdown Live et à NXT. |

## Diffusion aux États-Unis
| Saison | Année     | Jour  | Chaîne      |
| ------ | --------- | ----- | ----------- |
| 1      | 2016–2017 | mardi | WWE Network |
| 2      | 2017–2018 | mardi | WWE Network |
| 3      | 2018–2019 | mardi | WWE Network |

## Champions
WWE 205 Live dispose du NXT Cruiserweight Championship qui le seul championnat principal de l'émission qui est également défendu dans les pay-per view et  dans les émission de  NXT et NTX UK.
| Inter-branded WWE 205 Live et NTX et UK | Inter-branded WWE 205 Live et NTX et UK | Inter-branded WWE 205 Live et NTX et UK | Inter-branded WWE 205 Live et NTX et UK | Inter-branded WWE 205 Live et NTX et UK | Inter-branded WWE 205 Live et NTX et UK  |
| Championnat                             | Champion(s) actuel(s)                   | Date victoire                           | Durée                                   | Lieu                                    | Remarques                                |
| --------------------------------------- | --------------------------------------- | --------------------------------------- | --------------------------------------- | --------------------------------------- | ---------------------------------------- |
| NXT Cruiserweight Championship          | Angel Garza (1)                         | 11 décembre 2019                        | 26 jours                                | Tacoma (Washington)                     | Bat Lio Rush lors de NXT du 11 décembre. |
| Inter-branded                           |                                         |                                         |                                         |                                         |                                          |
| WWE 24/7 Championship                   | R-Truth                                 | 2019                                    | 10                                      | RAW                                     |                                          |